# Hallam Tennyson, 2. baron Tennyson
Hallam Tennyson, 2. baron Tennyson (Hallam Tennyson, 2nd Baron Tennyson of Aldworth) (11. srpna 1852, Londýn, Anglie – 2. prosince 1928, Freshwater, Wight, Anglie) byl britský politik, spisovatel a koloniální administrátor. Byl synem slavného básníka Alfreda Tennysona, po němž zdědil titul barona s členstvím ve Sněmovně lordů. Od mládí se zabýval koloniální problematikou a v letech 1902–1903 byl generálním guvernérem v Austrálii. Vedle politických aktivit zasvětil svůj život péči o literární odkaz svého otce a sám se uplatnil jako spisovatel.

## Kariéra

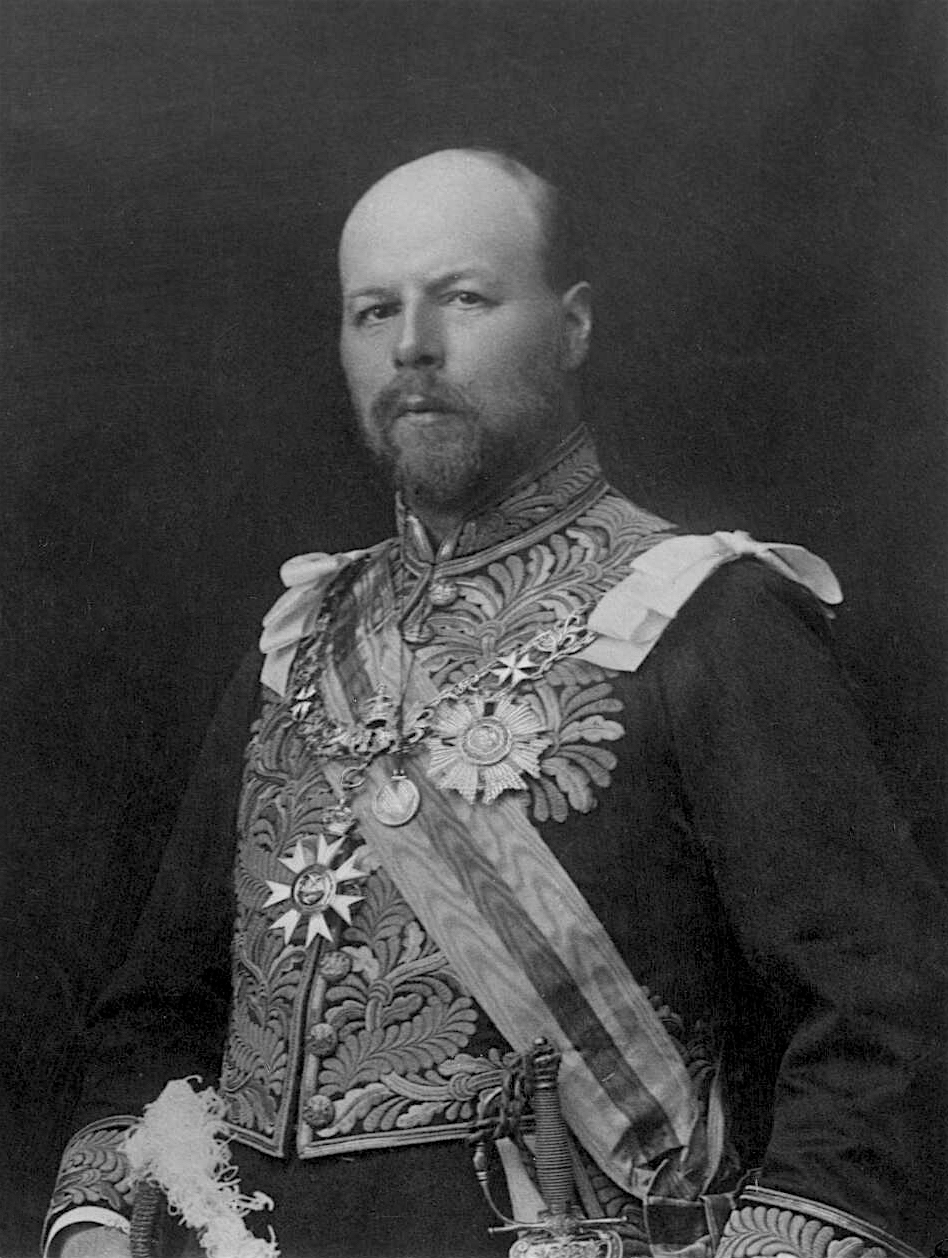
Baron Tennyson jako generální guvernér Austrálie

Narodil se v londýnské čtvrti Twickenham v pronajatém domě Chapel House, který je dnes známý pod názvem Tennysonův dům. Byl starším synem básníka Alfreda Tennysona a jeho manželky Emily, rozené Sellwood (1813–1896). Měl mladšího bratra Lionela Tennysona (1854–1886). Dětství strávil na ostrově Wight, studoval v Cambridge, ale studia nedokončil a stal se tajemníkem svých rodičů. Po otci zdědil v roce 1892 titul barona a vstoupil do Sněmovny lordů. V Horní sněmovně se připojil ke konzervativcům a začal se zajímat o problematiku kolonií, od roku 1883 byl členem Imperial Federation League. Díky zájmu o kolonie a slavnému jménu dostal nabídku od ministra kolonií Josepha Chamberlaina na funkci guvernéra Jižní Austrálie (1899–1902). Po rezignaci lorda Hopetouna na post generálního guvernéra Austrálie v červenci 1902 vykonával tento úřad provizorně, v lednu 1903 se stal oficiálně australským generálním guvernérem na dobu jednoho roku. V této době ještě nebyla plně formulována politická role generálního guvernéra, načež se dostal do kompetenčního sporu s australským premiérem Alfredem Deakinem. Díky tomu neusiloval o prodloužení funkčního období a v lednu 1904 Austrálii opustil. V roce 1903 obdržel velkokříž Řádu sv. Michala a sv. Jiří.
Po návratu do Anglie byl jmenován členem Tajné rady (1905) a v letech 1913–1928 zastával čestnou funkci zástupce místodržitele na ostrově Wight. Převážně ale žil v soukromí a věnoval se péči o literární odkaz svého otce. Byl také jeho oficiálním životopiscem (Alfred Lord Tennyson: A Memoir, 1897). Velkou část literární pozůstalosti svého otce odkázal cambridgeské univerzitě. Mimo jiné zastával funkce smírčího soudce a zástupce místodržitele v hrabství Hampshire.

## Rodina
Po neúspěšném pokusu o sňatek s dcerou premiéra Williama Gladstona se v roce 1884 oženil s Audrey Boyle (1854–1916) z vedlejší linie hrabat z Corku. Měli spolu tři syny, nejstarší Lionel Hallam Tennyson, 3. baron Tennyson (1889–1951), byl dědicem baronského titulu, mladší synové Alfred (1891–1916) a Harold (1896–1916) padli za první světové války. Po ovdovění se baron Tennyson podruhé oženil v roce 1918 s Mary Prinsep (1853–1931). Současným představitelem rodu je David Tennyson, 6. baron Tennyson (*1960).